# 中谷マリ
中谷マリ（なかたに まり、1956年 - ）は、日本の占星術師。東京都出身。
青山学院大学卒業後、編集プロダクションを経て、フリー記者として占い関連の特集などを手がける。
鏡リュウジと共に西洋占星術の雑誌展開を行っている。
英国占星術協会会員。

## 著書
- Qカード（ソニー・マガジンズ）※解説
- 「火星」占い（講談社）

| スタブアイコン | サブスタブ | この項目は、まだ閲覧者の調べものの参照としては役立たない、人物に関連した書きかけの項目です。この項目を加筆・訂正などしてくださる協力者を求めています（P:人物伝/PJ:人物伝）。 |